# Cholangiocarcinome
Vous lisez un « bon article » labellisé en 2011.
 Mise en garde médicale
Le cholangiocarcinome (de chol du gr. χολή : « bile », angi(o) du gr. ἀγγαιον : « capsule, vaisseau » et carcinome du gr. καρκίνωμα : « cancer ») est une tumeur développée à partir de l'épithélium tapissant les voies biliaires. Il peut entraîner une obstruction des voies biliaires, et provoquer l'apparition d'une cholestase. Les symptômes cliniques sont essentiellement ceux provoqués par l'atteinte de la fonction hépatique.
C'est un cancer relativement rare. Son pronostic est mauvais et son évolution rapide. Sa prévalence et la mortalité qu'il entraîne augmentent depuis quelques décennies sans que l'on puisse en déterminer les raisons,. Les causes et facteurs de risques incluent des formes associées à des parasitoses (souvent en Asie du Sud-Est), les nitrosamines, les dioxines, le thorotrast (dioxyde de thorium en solution injectable), le radon et peut-être l'absorption d'amiante via la nourriture et/ou la boisson (alors notamment retrouvée dans le système digestif et des nodules cancéreux du système biliaire),,.
Le traitement classique d'un cholangiocarcinome consiste en une ablation chirurgicale de la tumeur, un traitement par chimiothérapie anticancéreuse, voire en une approche palliative.

## Signes et symptômes

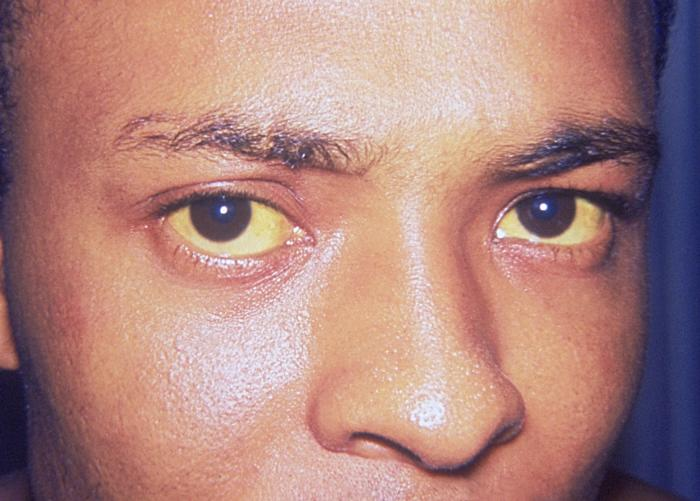
Ictère cutané et conjonctival, dû à une augmentation du taux de bilirubine dans le sang et la peau.

Les signes les plus courants de cholangiocarcinome sont une perturbation du bilan sanguin hépatique due à un fonctionnement anormal du foie (détectable lors du dosage notamment de la bilirubine, l'ASAT, l'ALAT, des phosphatases alcalines et de la gGT), un ictère (communément appelé jaunisse) s'accompagnant de démangeaisons (près de 66 % des cas), des douleurs abdominales (dans 30 % à 50 % des cas). On retrouve un changement de couleur des fèces qui se décolorent à cause de l'absence d'évacuation des sels biliaires vers le tube digestif. Ces derniers sont éliminés par l'urine qui devient alors plus sombre. Une altération de l'état général accompagne de nombreuses tumeurs comme le cholangiocarcinome avec fatigue, anorexie et perte de poids (dans 30 % à 50 % des cas). Dans certains cas, il est détecté de la fièvre (environ 20 % des cas),.
Au-delà de ces signes classiques, les symptômes dépendent de la localisation de la tumeur : les patients avec un cholangiocarcinome des voies biliaires extra-hépatiques (en dehors du foie) sont davantage sujets à un ictère tandis que ceux avec une tumeur des voies biliaires hépatiques (à l'intérieur du foie) présentent souvent des douleurs latéralisées du côté droit de l'abdomen sans signe de jaunisse ni décoloration des selles.
Les dosages sanguins des fonctions hépatiques (bilirubine, ASAT, ALAT, etc.) révèlent fréquemment des niveaux élevés de bilirubine, de phosphatase alcaline et de gamma glutamyl transpeptidase (gGT) et des niveaux relativement normaux des transaminases (ALAT & ASAT). De tels résultats indiquent une obstruction des voies biliaires (plus qu'une infection ou une inflammation du foie) comme cause principale de l'ictère par cholestase. Un marqueur biologique tumoral comme l'antigène CA 19.9 présente un taux sanguin élevé dans la majorité des cas.

## Épidémiologie
Le cholangiocarcinome est un cancer dont la fréquence est la plus élevée en Asie, notamment à Hong Kong et en Thaïlande, a priori en raison de parasitoses endémiques de ces régions. Il semble 6 fois plus fréquent aux États-Unis — où il touche plus particulièrement les Amérindiens —qu'en France : on en compte environ 2 000 nouveaux cas par an en France (importante augmentation au cours des dernières décennies) et 12 000 aux États-Unis en 2009, la moitié concernant la vésicule biliaire, les deux derniers quarts se répartissant entre voies biliaires intra- et extra-hépatiques. La prévalence (nombre total de malades dans une population générale) varie selon les pays.
De nombreuses études ont montré une augmentation du nombre de cas au fil des années, pour des raisons encore inconnues.

## Facteurs de risque

Schéma 1 :
Cycle de développement du Clonorchis sinensis, ver parasitaire lié au cholangiocarcinome.

Bien que dans la plupart des cas, aucun facteur de risque particulier ne soit trouvé chez les patients atteints de cholangiocarcinome, on distingue plusieurs facteurs favorisant l'apparition de ce cancer.
L'angiocholite sclérosante, une maladie inflammatoire rare des canaux biliaires, est communément associée à cette tumeur en Occident,, alors que diverses parasitoses du foie comme la distomatose à Opisthorchis viverrini où l'homme se contamine en mangeant du poisson cru, ou à Clonorchis sinensis sont fréquemment associées en Orient,,,. Le mécanisme de l'effet cancérigène a été mis en évidence en 2009 avec la découverte de la granuline Ov-GRN-1, un facteur de croissance produit par le parasite capable d'induire la prolifération des cellules de l'hôte.

Schéma 2 :
Prévalence du cholangiocarcinome et dOpisthorchis viverrini en Thaïlande entre 1990 et 2001.

Le cholangiocarcinome est aussi associé à des maladies chroniques du foie, que ce soient les hépatites virales,, ou les cirrhoses, ou la surcharge en fer pour les formes intrahépatiques. Le VIH a également été mis en cause dans une étude mais il est possible que ce soit en réalité l'augmentation du risque d'infection par le virus de l'hépatite C chez les patients séropositifs qui favorise l'apparition de cholangiocarcinomes.
Des pathologies congénitales du foie peuvent se compliquer. La maladie de Caroli, une pathologie héréditaire rare consistant en une dilatation des voies biliaires intra-hépatiques, ou les kystes congénitaux du cholédoque ont été associées à un risque élevé (15 % sur la vie entière) de développer cette tumeur,. D'autres kystes comme les microhamartomes biliaires (MHB) ont été également mis en cause (ils sont également appelés complexes de von Meyenburg). Le syndrome de Lynch et la papillomatose des voies biliaires, tumeur rare avec obstruction à répétition des voies biliaires, sont également soupçonnés de favoriser les cholangiocarcinomes,.
Les calculs intra-hépatiques, rares en Occident mais courants en Asie, sont suspectés d'être des éléments à risque de cholangiocarcinome,,.
L'usage de Thorotrast, ancien produit de contraste en radiodiagnostic et substance cancérogène, a été incriminé dans la survenue de ce cancer, de même que l'exposition à la dioxine.

## Physiopathologie
- ↑ Schéma 3 :
Arbre biliaire avec ses différentes voies.

Schéma 3 :
Arbre biliaire avec ses différentes voies.

Le cholangiocarcinome peut affecter n'importe quelle zone des voies biliaires, qu'elles soient à l'intérieur du foie dites intra-hépatiques ou à l'extérieur dites extra-hépatiques. Les tumeurs apparaissant à l'endroit où les voies biliaires sortent du foie sont appelées péri-hilaires. Un cholangiocarcinome situé à la jonction où les voies biliaires intra-hépatiques droite et gauche se rencontrent pour former le canal hépatique commun est parfois nommé tumeur de Klatskin.
Bien que le cholangiocarcinome soit connu pour être un adénocarcinome des cellules épithéliales des voies biliaires, les cellules où il prend son origine sont inconnues. Néanmoins, des indices récents pointent vers des cellules souches (pluripotentes) du foie,,. On pense que le cancer se développe à travers des séries de stades — depuis l'hyperplasie précoce et la métaplasie, en passant par la dysplasie, jusqu'au développement du carcinome proprement dit — en un processus similaire à celui du cancer du côlon. L'inflammation chronique et l'obstruction des conduits biliaires, et le flux de bile pathologique en résultant, sont considérés comme jouant un rôle dans cette progression,,.
Une autre hypothèse serait liée au biofilm formé en particulier par Salmonella typhi,,.
Histologiquement, ces tumeurs peuvent varier d'indifférenciées à bien différenciées.

## Diagnostic

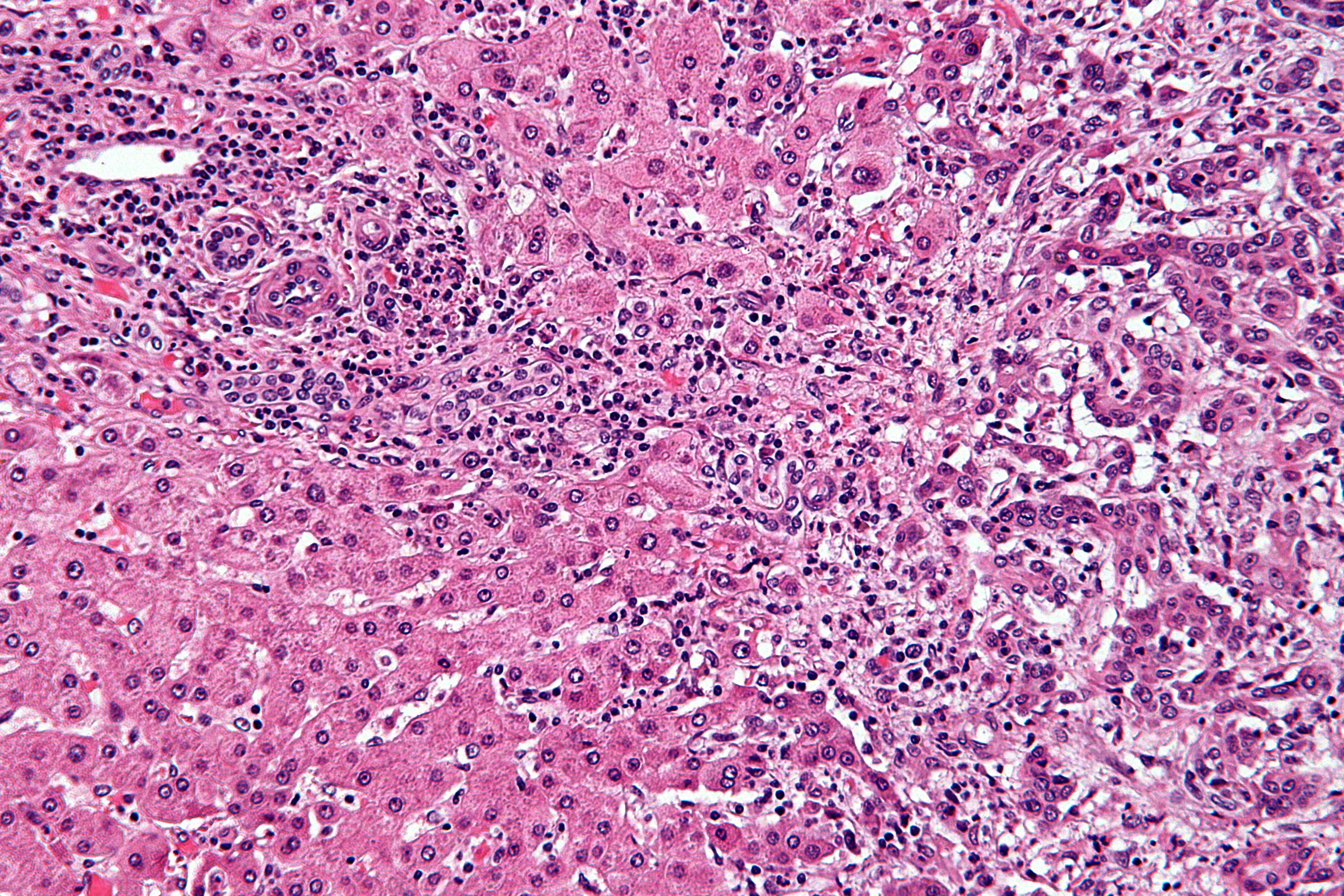
Photomicrographie histologique de cellules intra-hépatiques. Sur la gauche, des hépatocytes sains. Sur la droite, des cellules adjacentes malignes caractéristiques du cholangiocarcinome (histologiquement, ces cellules atypiques s'étendent depuis les voies biliaires).

Le cholangiocarcinome est diagnostiqué histologiquement par l'examen des tissus retirés lors d'un acte chirurgical ou après une biopsie de la tumeur. On peut soupçonner sa présence chez un patient avec un ictère à bilirubine conjuguée obstruant les voies biliaires. Le considérer comme élément de diagnostic en cas d'angiocholite sclérosante (ou cholangite sclérosante primitive) est difficile car, si de tels patients ont un fort risque de développer un cholangiocarcinome, les symptômes sont, par contre, difficiles à distinguer de ceux de l'angiocholite. De plus, chez ces patients, les indices diagnostiques (masse visible à l'imagerie ou dilatation des voies biliaires) peuvent ne pas être évidents. La protéomique des tissus et du sérum, qui, associée aux techniques de désorption-ionisation laser assistée par matrice (SELDI-TOF MS), semble prometteuse pour identifier de potentiels marqueurs biologiques moléculaires spécifiques du cholangiocarcinome et devrait permettre d'améliorer le diagnostic.

### Tests sanguins
Il n'existe pas d'examen spécifique lié à une prise de sang qui puisse diagnostiquer le cholangiocarcinome par lui-même. Les taux sanguin d'antigène carcino-embryonnaire (ACE en français ou CEA en anglais) et ceux de CA 19.9 sont généralement élevés, mais ne sont pas assez sensibles ou spécifiques pour être utilisés comme un outil de dépistage. En effet, des taux élevés de ces marqueurs se notent dans d'autres maladies du tube digestif, de même tous les cholangiocarcinomes ne s'accompagnent pas d'une élévation de ces taux de marqueurs. Toutefois, les dosages d'ACE et de CA 19.9 peuvent venir en complément des techniques d'imagerie pour soutenir un diagnostic de cholangiocarcinome et aider au suivi thérapeutique.

### Imagerie abdominale
L'échographie du foie et des voies biliaires est souvent utilisée comme première méthode d'imagerie auprès des patients chez qui l'on suspecte un ictère (jaunisse) obstructif,. Cette forme d'imagerie peut identifier l'obstruction et/ou une dilatation biliaire, ce qui, dans certains cas, peut s'avérer suffisant pour diagnostiquer un cholangiocarcinome. On peut aussi utiliser l'écho-endoscopie qui permet l'ablation des polypes de petite taille avant leur transformation en carcinome,. Le scanner tomodensitométrique peut aussi donner des informations diagnostiques du cholangiocarcinome,,. La précision du diagnostic par tomodensitométrie est satisfaisante mais peut induire une sous-estimation de la dissémination de la tumeur dans les voies biliaires.

### Imagerie des voies biliaires

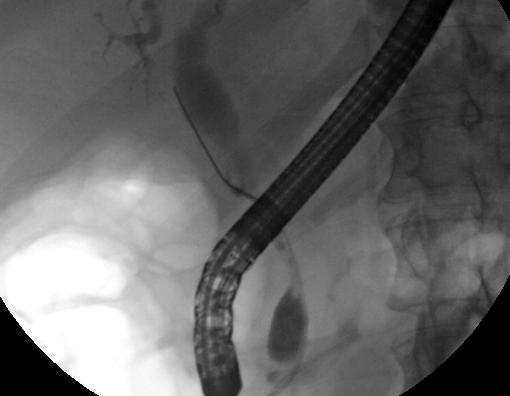
Cholangio-pancréatographie rétrograde par voie endoscopique montrant un cholangiocarcinome.

Bien que l'imagerie non invasive abdominale puisse se révéler utile dans l'établissement du diagnostic, l'imagerie locale des voies biliaires s'avère souvent nécessaire. La cholangio-pancréatographie rétrograde par voie endoscopique (CPRE, ou en anglais ERCP — ou cathétérisme endoscopique bilio-pancréatique) est une procédure combinant l'endoscopie et la fluoroscopie réalisée par un gastro-entérologue ou un chirurgien, largement utilisée dans ce but.
Bien qu'invasive et présentant des risques per- et post-opératoires (développement de pancréatite dans 5 % des cas, risques classiques inhérents à l'endoscopie), elle présente l'avantage de permettre un brossage pour examen cytologique, d'obtenir une biopsie et de placer un stent ou de procéder à d'autres interventions pour éliminer l'obstruction biliaire (dilatation des voies biliaires ou lyse d'une éventuelle lithiase). Une échographie endoscopique peut aussi être réalisée en même temps. L'IRM au niveau pancréatique et biliaire est une alternative non-invasive à l'ERCP,,. Certains auteurs ont suggéré que l'IRM pourrait supplanter l'ERCP dans le diagnostic des cancers biliaires,,,.

### Chirurgie

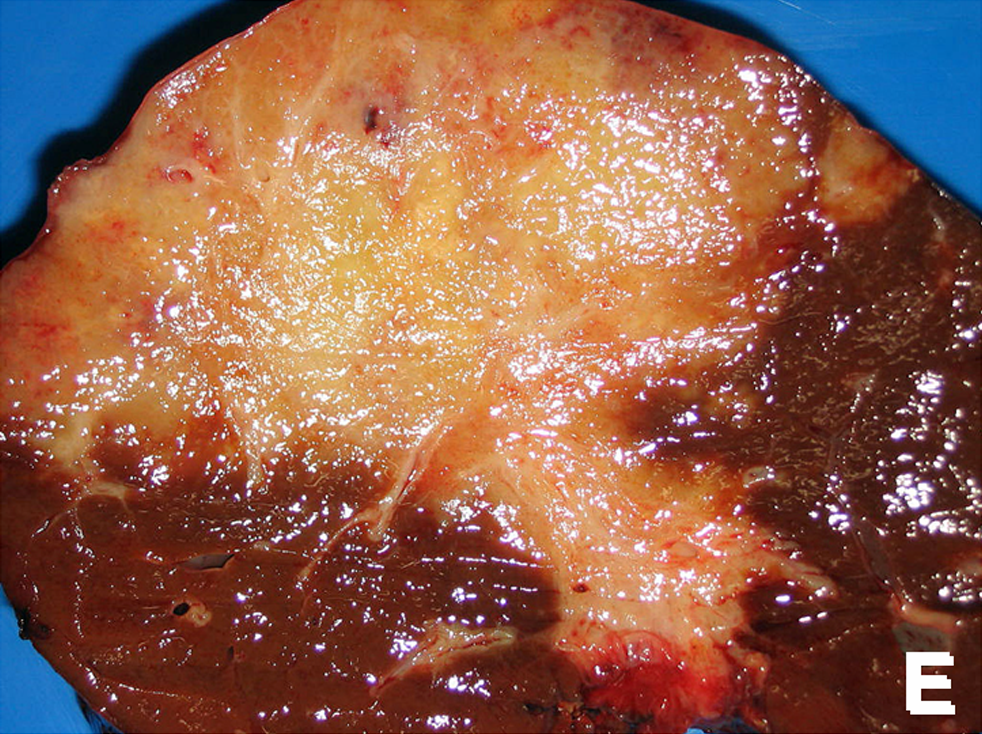
Cholangiocarcinome sur un foie humain.

Une méthode de chirurgie exploratoire comme une cœlioscopie peut être utilisée pour déterminer le stade d'évolution de la tumeur (qui permet d'éviter des techniques plus invasives comme la laparotomie),. En traitement du stade précoce, la chirurgie est également le seul traitement permettant la guérison ou rémission.

### Histologie
Les cholangiocarcinomes sont en général bien différenciés ou modérément différenciés. L'immunohistochimie se révèle utile dans le diagnostic pour différencier les tumeurs primitives des métastases originaires d'autres tumeurs hépato-intestinales. L'intégrine αvβ6 est un bon marqueur immunohistochimique (spécificité : 100 % ; sensibilité 86 % ; meilleur que CK7, CK20, et HepPar 1) pour confirmer un diagnostic de cholangiocarcinome (par rapport à ceux de carcinome hépatocellulaire ou d'autres carcinomes).

## Traitement
Le traitement du cholangiocarcinome consiste en différentes modalités, tant chirurgicales, que médicales, et n'exclut pas l'approche par les soins palliatifs devant une évolution létale rapide.

### Drainage biliaire
Les cholangiocarcinomes sont souvent responsables d’obstruction des voies biliaires et donc du développement d'un ictère. La prise en charge débute donc souvent par la pose d'un drain biliaire soit en remontant le long des voies biliaires (CPRE) soit par voie transcutanée.

### Chirurgie
Considéré comme de pronostic sévère si l'ablation des tumeurs n'est pas totale, cette maladie se traitera donc essentiellement par la chirurgie. L'opérabilité de la tumeur est souvent difficile à déterminer et en particulier tient compte de l'extension biliaire (classification de Bismuth). L'exérèse doit être prioritaire par rapport à tout traitement symptomatique (notamment en cas d'ictère où l'objectif de régression de l'ictère ne doit pas retarder le traitement chirurgical). En règle générale, la résection est possible essentiellement en cas de localisation sur la vésicule biliaire ou sur les voies biliaires extra-hépatiques. Elle est beaucoup plus rarement faisable en cas d'atteinte des voies biliaires intra hépatiques.
Dans le cas d'un cholangiocarcinome intra-hépatique, une hépatectomie partielle mais large est souvent requise. Celle-ci doit laisser un foie d'une taille suffisante (il doit rester plus de 0,5 % du poids corporel en foie sain) pour qu'il puisse se régénérer tout en supprimant complètement la tumeur,. Il existe de nombreuses contre-indications à une opération aussi complexe. Les résultats de ce type d'acte (et les facteurs ayant de l'influence sur ceux-ci) restent incertains mais montrent une amélioration du taux de survie à un, trois et cinq ans.

### Chimiothérapie et radiothérapie post-opératoire

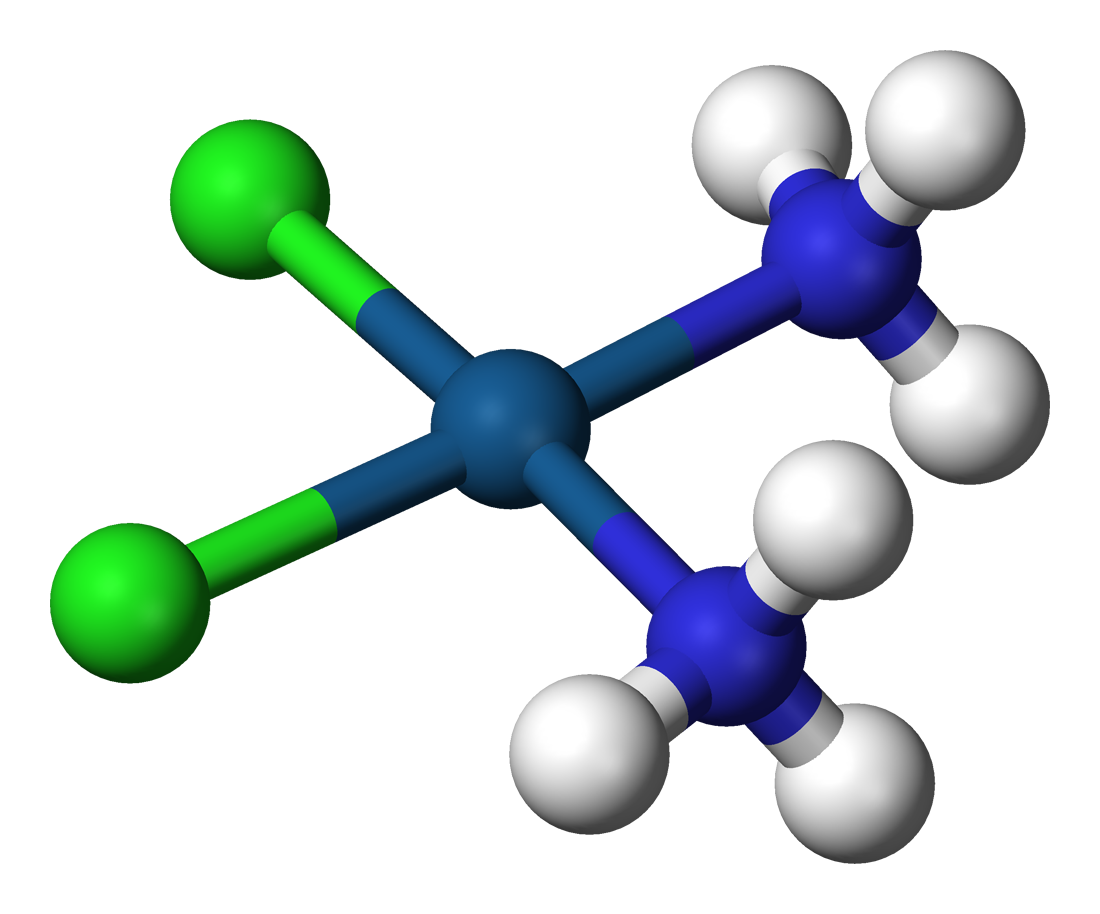
Représentation 3D du cisplatine.

Si la tumeur peut-être retirée par chirurgie, les patients peuvent recevoir une chimiothérapie adjuvante ou une radiothérapie après l'opération pour améliorer les chances de guérison. Ce traitement est d'effet incertain dans la littérature médicale : des résultats tant positifs, que négatifs,,, ont été rapportés.

### Transplantation hépatique
Longtemps controversée (100 % de récidive dans les premières études), la transplantation hépatique semble prometteuse et plusieurs équipes chirurgicales font état de survies à 5 ans entre 30 et 40 % dans le cholangiocarcinome du hile. Compte tenu de la pénurie de greffons, certains auteurs considèrent que ce taux est trop faible pour s'orienter vers cette solution thérapeutique.

### Traitement des cas à un stade avancé
La chimiothérapie est dans ce cas utilisée pour améliorer la qualité de vie des patients. Il n'existe pas une chimiothérapie universelle dans ce cas (produits utilisés : 5-fluorouracile avec de l'acide folinique, gemcitabine, ou gemcitabine plus cisplatine irinotecan, ou capécitabine, une petite étude a suggéré un possible bénéfice de l'erlotinib, inhibiteur de la tyrosine kinase chez les patients avec un cholangiocarcinome avancé). Une étude britannique de 2010 a montré l'intérêt d'associer deux produits, le cisplatine et le gemcitabine, en première intention dans les cholangiocarcinomes non opérables.
Une étude récente (2021), multicentrique, randomisée, ouverte, de phase 2b, a conclu qu'un traitement par irinotécan (liposomal) en seconde ligne (en ajout au traitement classique de deuxième ligne par fluorouracil plus leucovorine dans cette étude), améliore les chances de survie en phase métastatique du cancer des voies biliaires.

## Pronostic
Cancer considéré comme de mauvais pronostic parmi les tumeurs hépatiques, son traitement par tumorectomie offre la seule chance de guérison complète (mais sans garantie). Dans le cas de tumeurs non opérables, le taux de survie à cinq ans est très peu encourageant, notamment en cas de localisations secondaires dans les ganglions lymphatiques. Il est inférieur à 5 % dans le cas de métastases. En l'absence de traitement, l'espérance de vie est réduite à seulement six mois.
Dans les cas opérables, la probabilité d'une guérison complète varie en fonction de la localisation et de la difficulté à retirer la tumeur. Pour un cholangiocarcinome résécable, les facteurs de mauvais pronostic sont :
- une albuminémie abaissée en préopératoire ;
- la présence de résidu tumoral sur la tranche de section opératoire (la tumeur n'a été que partiellement enlevée) ;
- le stade TNM (T-stage : taille de la tumeur primitive).

Il semble exister une corrélation entre l'expression des marqueurs souches EpCAM et CD44 au niveau du stroma tumoral et dans le tissu fibreux du foie « sain » péri-lésionnel ainsi que le risque de récidive.

## Différents stades
Bien qu'il y ait au moins trois stades dans l'évolution du cholangiocarcinome, aucun ne permet de prédire les chances de survie du patient. La donnée la plus importante liée aux stades est l'opérabilité ou la non-opérabilité de la tumeur. Souvent, cette information n'est obtenue que lors de l'acte chirurgical lui-même.
Les directives générales concernant l'opérabilité incluent, :
- l'absence de ganglion lymphatique ou de métastases du foie ;
- l'absence d'implication de la veine porte ;
- l'absence de prolifération dans les organes adjacents ;
- l'absence de pathologie métastatique étendue.

En 2009, plusieurs études retrouvent un pourcentage de survie de 20 %, à 5 ans, chez des patients opérés (32 % dans une étude de 2007 sur les cholangiocarcinomes périphériques opérables).